# Кота красильная
Кота красильная, или пупавка красильная, или пупавка желтоцветная (лат. Cota tinctoria) — многолетнее травянистое растение из рода Кота семейства Астровые, или Сложноцветные (Asteraceae). Характерным отличием растения является его специфический запах. Систематика таксона достаточно сложная, по современной классификации растение относится к роду Кота, в более ранних версиях оно включалось в состав родов Пупавка,  Хамемелюм и других (см. синонимы).

## Название
Этимология научного латинского родового названия не ясна. Русскоязычное название является транслитерацией латинского.
Видовой научный эпитет является производным от лат. tinctorius, со значением "относящийся, используемый в покраске", и дан ввиду того что раньше из цветков растения получали жёлтую краску, применявшуюся для окраски тканей. Русскоязычный видовой эпитет является смысловым переводом латинского.
Русские тривиальные названия растения в основном отражают окраску и форму цветка — желтоцвет, желтушка, жёлтая ромашка, также по Далю встречаются варианты пупки, пупавник, жёлтый пугвеник, шафран полевой, дикая рябинка, цветуха, полевая ягодка, желтородье, золотопуговичник.

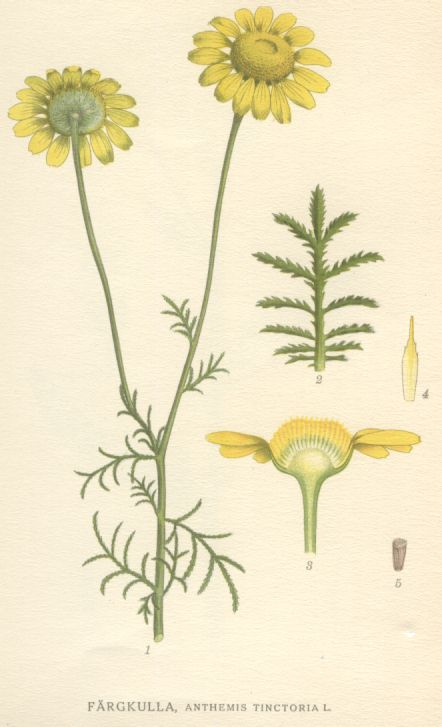
Пупавка красильная.

## Ботаническое описание
Многолетнее травянистое растение. Обычно многостебельное, стебли ко времени созревания плодов прутьевидные, крепкие, высокие 30-40(60) см высотой, красноватые, часто щиткообразно и растопыренно ветвящиеся.
Листья прижато-волосистые, зеленоватые (не седые), в очертании продолговатые, перисторассеченные на продолговатые, обычно кладчато сжатые сегменты, с треугольно-ланцетными, острыми, гребенчатыми дольками, заканчивающимися белым острым кончиком. Ось листа зазубренная.
Корзинки довольно крупные, до 3 см в диаметре, с длинными ножками. Листочки почти голой обёртки бледные, наружные ланцетные и островатые, внутренние продолговато-линейные с туповатой сухопленчатой верхушкой. Язычки желтые, короче диска. Пленки полушаровидного цветоложа широколинейные, килеватые, оттянутые в длинное, почти равное цветкам диска острие.
Семянки четырехугольно-сплюснутые, с обеих сторон со многими бороздками и очень короткой и почти цельной коронкой на верхушке.

## Распространение и экология
Ареал вида — Западная Европа (кроме южной части), Скандинавия, север Средиземноморья,  Передняя Азия. Север Европейской части России, Сибирь, Кавказ, Крым. В качестве заносного успешно распространяется в Амурской области, в Приморье и на Сахалине, а за рубежом — в Великобритании, Северной Америке и Австралии.
Растение встречается на сухих лугах, степях, на полях (иногда как сорняк в посевах), на пустырях, вдоль дорог, около жилья.

## Классификация

### Таксономия[8]
Cota tinctoria (L.) J.Gay, 1845, Fl. Sicul. Syn. 2: 867
Вид Кота красильная относится к роду Кота семейства Астровые (Asteraceae) порядка Астроцветные (Asterales). Кладограмма в соответствии с Системой APG IV:
|  |                                      |  |                                   |                                   |                    |  | ещё 10 семейств | ещё 10 семейств |                 |  |                          |  | еще 36 подтвержденных и 7 в статусе "непроверенных" видов и инфравидовых таксонов | еще 36 подтвержденных и 7 в статусе "непроверенных" видов и инфравидовых таксонов |  |
|  |                                      |  |                                   |                                   |                    |  | ещё 10 семейств | ещё 10 семейств |                 |  |                          |  | еще 36 подтвержденных и 7 в статусе "непроверенных" видов и инфравидовых таксонов | еще 36 подтвержденных и 7 в статусе "непроверенных" видов и инфравидовых таксонов |  |
|  |                                      |  |                                   | порядок Астроцветные              |                    |  |                 |                 | род Кота        |  |                          |  |                                                                                   |                                                                                   |  |
|  |                                      |  |                                   | порядок Астроцветные              |                    |  |                 |                 | род Кота        |  | 11 инфравидовых таксонов |  |                                                                                   |                                                                                   |  |
|  | отдел Цветковые, или Покрытосеменные |  |                                   |                                   | семейство Астровые |  |                 |                 | Кота красильная |  |                          |  |                                                                                   |                                                                                   |  |
|  | отдел Цветковые, или Покрытосеменные |  |                                   |                                   |                    |  |                 |                 |                 |  |                          |  |                                                                                   |                                                                                   |  |
|  |                                      |  | ещё 63 порядка цветковых растений | ещё 63 порядка цветковых растений |                    |  |                 | ещё 1804 рода   | ещё 1804 рода   |  |                          |  |                                                                                   |                                                                                   |  |
|  |                                      |  |                                   | ещё 63 порядка цветковых растений |                    |  |                 |                 | ещё 1804 рода   |  |                          |  |                                                                                   |                                                                                   |  |

### Инфравидовые таксоны
- Anthemis maritima subsp. bolosii  Benedí & Molero
- Anthemis maritima subsp. pseudopunctata  Oberpr.
- Cota tinctoria subsp. australis  (R.Fern.)  Oberpr. & Greuter
- Cota tinctoria subsp. euxina  (Boiss.)  Oberpr. & Greuter
- Cota tinctoria subsp. fussii  (Griseb. & Schenk)  Oberpr. & Greuter
- Cota tinctoria subsp. gaudium-solis  (Velen.)  Oberpr. & Greuter
- Cota tinctoria subsp. parnassica  (Boiss. & Heldr.)  Oberpr. & Greuter
- Cota tinctoria subsp. sancti-johannis  (Stoj., Stef. & Turrill)  Oberpr. & Greuter
- Cota tinctoria subsp. tinctoria
- Cota tinctoria subsp. virescens  (Bornm.)  Oberpr. & Greuter
- Cota tinctoria var. discoidea  (All.)  Kuzmanov & Gussev  (в статусе непроверенного по состоянию на декабрь 2022 г.)

### Синонимы
- Anacyclus tinctorius  (L.)  Samp.
- Anthemis brachyglossa  K.Koch
- Anthemis chrysantha  (Trautv.)  Grossh.
- Anthemis chrysantha  Schur
- Anthemis coarctata  Sm.
- Anthemis coarctata  Sibth. & Sm.
- Anthemis debilis  Fed.
- Anthemis discoidea  (All.)  Vahl
- Anthemis discoidea  (All.)  Willd.
- Anthemis kelwayi  hort. ex L.H.Bailey & N.Taylor
- Anthemis maris-nigri  Fed.
- Anthemis maritima  Sm.
- Anthemis maritima  Sibth. & Sm.
- Anthemis markhotensis  Fed.
- Anthemis pallescens  Heldr. ex Nyman
- Anthemis parnassica  (Boiss. & Heldr.)  Nyman
- Anthemis parnassica  (Boiss. & Heldr.)  R.Fernandes
- Anthemis parnassica var. parnassica
- Anthemis subtinctoria  Dobrocz.
- Anthemis tinctoria  L.
- Anthemis tinctoria f. halophila  Thin
- Anthemis tinctoria f. pectinata  Thin
- Anthemis tinctoria f. tinctoria
- Anthemis tinctoria subsp. discoidea  (All.)  Arcang.
- Anthemis tinctoria subsp. parnassica  (Boiss. & Heldr.)  Franzén
- Anthemis tinctoria subsp. subtinctoria  (Dobrocz.)  Soó
- Anthemis tinctoria subsp. subtinctoria  (Dobrocz.)  Smejkal
- Anthemis tinctoria subsp. tinctoria
- Anthemis tinctoria var. discoidea  (All.)  DC.
- Anthemis tinctoria var. intermedia  Thin
- Anthemis tinctoria var. orientalis  Eig
- Anthemis tinctoria var. parviflora  Eig
- Anthemis tinctoria var. ramulosa  Thin
- Anthemis zephyrovii  Dobrocz.
- Buphthalmum bipinnatum  Gilib.
- Chamaemelum discoideum  All.
- Chamaemelum tinctorium  Schreb.
- Cota parnassica  Boiss. & Heldr.
- Cota tinctoria  (L.)  J.Gay ex Guss.
- Cota tinctoria subsp. subtinctoria  (Dobroc.)  Holub

## Химический состав
В соцветиях растения найдены флавоноиды, гликозиды, эфирные масла. Растение обладает инсектицидными свойствами.

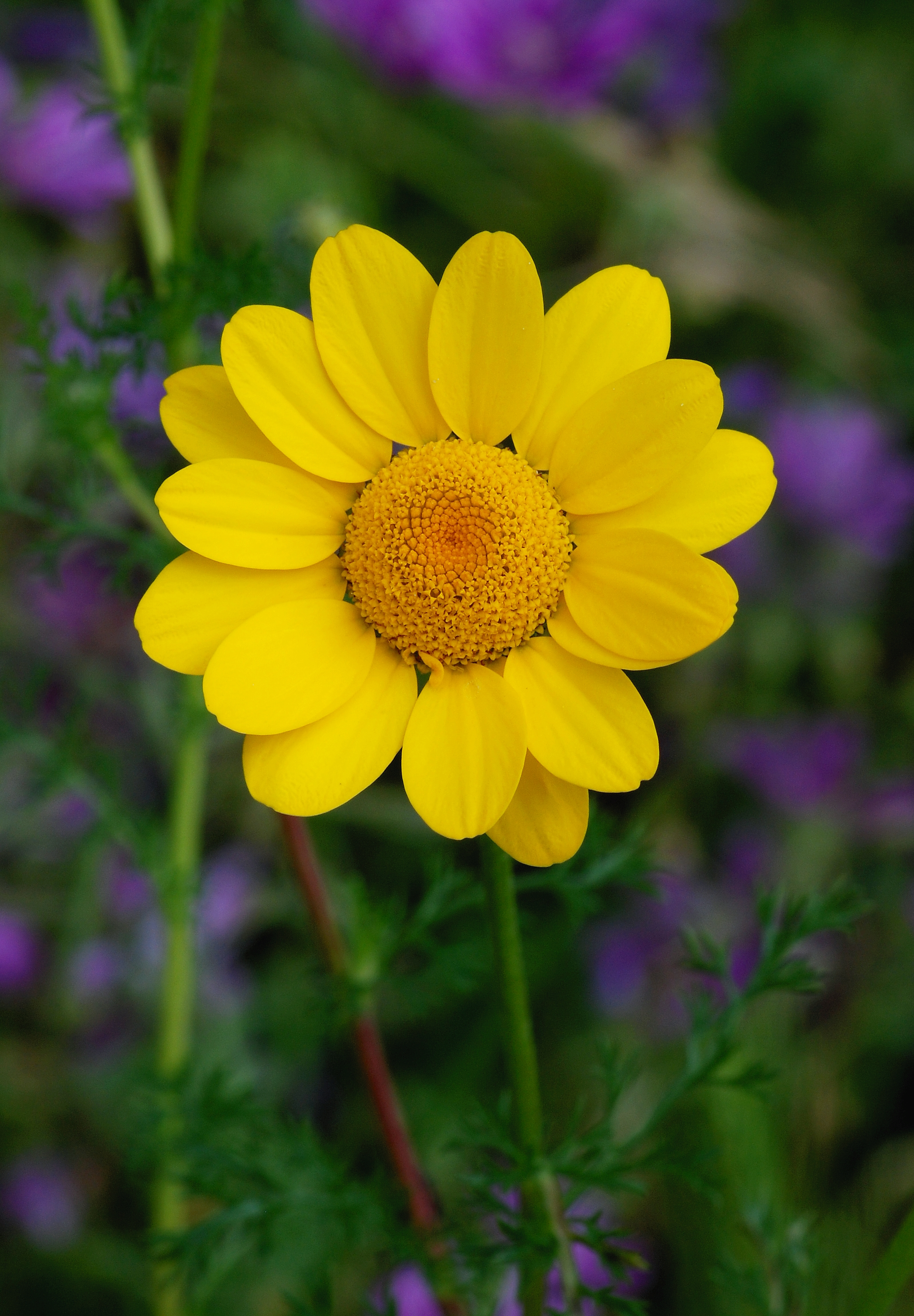

## Использование
Традиционно цветки использовались для получения краски лимонно-жёлтого цвета, которая шла на окрашивание тканей.

### В медицине
Растение используется в народной медицине как потогонное, желчегонное, противолихорадочное и кровоостанавливающее средство.

### В садоводстве
Пупавку красильную выращивают как декоративное растение (обычно как двулетнее). Морозостойкость растения — примерно до минус тридцати градусов. Имеется несколько сортов, среди них — Anthemis tinctoria 'E. C. Buxton'.